# Mastate
Mastate è un distretto della Costa Rica facente parte del cantone di Orotina, nella provincia di Alajuela.